# 雷纳托·特拉伊奥拉
雷纳托·特拉伊奥拉（義大利語：Renato Traiola，1924年12月19日—1988年1月18日），意大利前男子水球运动员。他曾代表意大利国家队参加1952年夏季奥林匹克运动会水球比赛，结果获得铜牌。